# Lubomyr Husar
Lubomyr Husar MSU (Oekraïens: Любомир Гузар) (Lviv, 26 februari 1933 – Oblast Kiev, 31 mei 2017) was een Oekraïens geestelijke, een grootaartsbisschop van de Oekraïense Grieks-Katholieke Kerk en een kardinaal van de Rooms-Katholieke Kerk.
De ouders van Husar emigreerden in 1944 eerst naar Oostenrijk en later naar de Verenigde Staten. Daar studeerde Husar theologie aan de Katholieke Universiteit van Amerika en filosofie aan de Universiteit van Fordham in New York. Aan de Pauselijke Urbaniana Universiteit in Rome promoveerde hij in de godgeleerdheid op het proefschrift Metropolitan Andrew Sheptytsky - Pioneer of Ecumenism.
Husar werd op 30 maart 1958 tot priester gewijd. In 1972 trad hij in in het Klooster van Santa Maria di Grottaferrata. Vanuit dit klooster werkte hij tot 1984 als hoogleraar Ecclesiologie aan de Urbaniana. Hij werd op 2 april 1977 tot bisschop van de Oekraïense Grieks-Katholieke Kerk gewijd. Deze wijding - hoewel de Oekraïens-katholieken zich in communio met Rome bevinden - vond plaats zonder toestemming van paus Paulus VI. In 1978 werd hij verheven tot archimandriet. Pas op 22 februari 1996 werd zijn bisschopswijding erkend door paus Johannes Paulus II. Husar werd bij deze gelegenheid benoemd tot titulair bisschop van Nisa di Licia. Op 14 oktober 1996 volgde zijn benoeming tot hulpbisschop van Lviv.

## Grootaartsbisschop
Op 25 januari 2001 werd Husar gekozen als grootaartsbisschop van Lviv en primaat van de Oekraïense Grieks-Katholieke Kerk. Deze keuze werd een dag later bevestigd door de paus.
Tijdens het consistorie van 21 februari 2001 werd Husar kardinaal gecreëerd, met de rang van kardinaal-priester. De Santa Sofia a Via Boccea werd zijn titelkerk. Hij nam deel aan het conclaaf van 2005, dat leidde tot de verkiezing van paus Benedictus XVI. De abdicatie van deze paus in 2013 kwam voor hem twee dagen te laat om stemgerechtigd te zijn op het conclaaf van dat jaar.
Toen op 6 december 2004 de grootaartsbisschoppelijke zetel verhuisde van Lviv naar Kiev, werd Husar de eerste grootaartsbisschop van Kiev-Galicië, en tevens de eerste aartsbisschop-metropoliet van Kiev sinds 1838.
Husar ging op 10 februari 2011 om gezondheidsredenen met emeritaat.
- Gemeinsame Normdatei: 132946599
- International Standard Name Identifier: 0000 0001 1066 5581
- Library of Congress Control Number: n2010027133
- Nationale Bibliotheek van Tsjechië: js2017955739
- Nationale Bibliotheek van Polen: a0000002782152
- Nederlandse Thesaurus van Auteursnamen: 301173540
- Virtual International Authority File: 62723122
- WorldCat: E39PBJktwgyfQ3qDqkkTHVG8md